# Халс, Гарольд
Га́рольд Джеймс Халс (англ. Harold James Halse; 1 января 1886, Стратфорд, Лондон, Англия — 25 марта 1949, Колчестер, Англия) — английский футболист, нападающий. Наиболее известен по выступлениям за английские клубы «Манчестер Юнайтед» и «Челси». Стал первым игроком, сыгравшим в трёх финалах Кубка Англии за три разных клуба.

## Клубная карьера
Уроженец Лондона, Халс играл за местные клубы: «Лейтон», «Уонстид», «Баркинг Таун» и «Клэптон Ориент». В сезоне 1905/06 провёл за «Клэптон» 2 матча во Втором дивизионе, забил 1 гол.
Сезон 1906/07 провёл в клубе «Саутенд Юнайтед», выступавший в Южной лиге. Он забил 91 гол в 64 матчах, и на него обратили внимание в «Манчестер Юнайтед».
В марте 1908 года Халс перешёл в «Манчестер Юнайтед» за £350 — максимальную сумму, которую можно было заплатить за футболиста в то время.
В сезоне 1907/08 «Манчестер Юнайтед» выступал очень удачно, занимая первую строчку чемпионата большую часть сезона. Однако в марте команда проиграла две игры подряд, против «Арсенала» и «Ливерпуля», 21 и 25 марта соответственно. 28 марта в игре против «Шеффилд Уэнсдей» Халс дебютировал в составе «Манчестер Юнайтед», забив один из голов в матче, который завершился победой «Юнайтед» со счётом 4:1. В оставшихся матчах сезона он забил ещё 3 гола, а «Манчестер Юнайтед» впервые в своей истории стал чемпионом Англии, опередив занявшую второе место «Астон Виллу» на целых 9 очков.
В следующем сезоне Халс забил 14 голов в чемпионате и ещё 4 — в Кубке Англии. 27 марта 1909 года «Юнайтед» обыграл в полуфинале Кубка Англии «Ньюкасл Юнайтед», который в этом сезоне стал чемпионом Англии. Победный гол, который вывел «красных» в финал, забил Халс. 24 апреля Гарольд сыграл в финале Кубка Англии, в котором «Манчестер Юнайтед» победил «Бристоль Сити».

## Карьера в сборной
Провёл 1 матч за сборную Англии в 1909 году.

### Матчи Халса за сборную Англии
| № | Дата        | Соперник | Счёт | Голы Халса | Соревнование      |
| - | ----------- | -------- | ---- | ---------- | ----------------- |
| 1 | 1 июня 1909 | Австрия  | 8:1  | 2          | Товарищеский матч |

Итого: 1 матч / 2 гола; 1 победа.

## Достижения

### Командные достижения
«Манчестер Юнайтед»
- Чемпион Первого дивизиона (2): 1907/08, 1910/11
- Обладатель Кубка Англии: 1909
- Обладатель Суперкубка Англии: 1911

 «Астон Вилла»
- Обладатель Кубка Англии: 1913

 «Челси»
- Финалист Кубка Англии: 1915

### Личные достижения
- Лучший бомбардир в истории Суперкубка Англии: 6 голов[3]
- Рекордсмен «Манчестер Юнайтед» по количеству голов в одном матче: 6 голов[4]

## Статистика выступлений
| Клуб              | Сезон            | Лига | Лига | Кубок Англии | Кубок Англии | Суперкубок Англии | Суперкубок Англии | Итого | Итого |
| Клуб              | Сезон            | Игры | Голы | Игры         | Голы         | Игры              | Голы              | Игры  | Голы  |
| ----------------- | ---------------- | ---- | ---- | ------------ | ------------ | ----------------- | ----------------- | ----- | ----- |
| Клэптон Ориент    | 1905/06          | 3    | 2    | 0            | 0            | -                 | -                 | 3     | 2     |
| Клэптон Ориент    | Итого            | 3    | 2    | 0            | 0            | 0                 | 0                 | 3     | 2     |
| Саутенд Юнайтед   | 1906/07          | 40   | ?    | 0            | 0            | -                 | -                 | 40    | ?     |
| Саутенд Юнайтед   | 1907/08          | 0    | 0    | 0            | 0            | -                 | -                 | 0     | 0     |
| Саутенд Юнайтед   | Итого            | 40   | ?    | 0            | 0            | 0                 | 0                 | 40    | ?     |
| Манчестер Юнайтед | 1907/08          | 6    | 4    | 0            | 0            | 0                 | 0                 | 6     | 4     |
| Манчестер Юнайтед | 1908/09          | 29   | 14   | 6            | 4            | 0                 | 0                 | 35    | 18    |
| Манчестер Юнайтед | 1909/10          | 27   | 6    | 1            | 0            | 0                 | 0                 | 28    | 6     |
| Манчестер Юнайтед | 1910/11          | 23   | 9    | 2            | 1            | 0                 | 0                 | 25    | 10    |
| Манчестер Юнайтед | 1911/12          | 24   | 8    | 6            | 4            | 1                 | 6                 | 31    | 18    |
| Манчестер Юнайтед | Итого            | 109  | 41   | 15           | 9            | 1                 | 6                 | 125   | 56    |
| Астон Вилла       | 1912/13          | 31   | 21   | 6            | 7            | 0                 | 0                 | 37    | 28    |
| Астон Вилла       | Итого            | 31   | 21   | 6            | 7            | 0                 | 0                 | 37    | 28    |
| Челси             | 1913/14          | 30   | 10   | 2            | 0            | 0                 | 0                 | 32    | 10    |
| Челси             | 1914/15          | 27   | 10   | 8            | 2            | 0                 | 0                 | 35    | 12    |
| Челси             | 1919/20          | 31   | 3    | 5            | 0            | 0                 | 0                 | 36    | 3     |
| Челси             | 1920/21          | 8    | 0    | 0            | 0            | 0                 | 0                 | 8     | 0     |
| Челси             | Итого            | 96   | 23   | 15           | 2            | 0                 | 0                 | 111   | 25    |
| Чарльтон Атлетик  | 1921/22          | 18   | 5    | 0            | 0            | 0                 | 0                 | 18    | 5     |
| Чарльтон Атлетик  | 1922/23          | 3    | 0    | 0            | 0            | 0                 | 0                 | 3     | 0     |
| Чарльтон Атлетик  | Итого            | 21   | 5    | 0            | 0            | 0                 | 0                 | 21    | 5     |
| Всего за карьеру  | Всего за карьеру | 300  | 92+  | 36           | 18           | 1                 | 6                 | 337   | 116+  |